# Now and Then (The Beatles-dal)
A Now and Then a The Beatles angol rockzenekar kislemeze, amely 2023. november 2-án jelent meg dupla A-oldalas kislemezként, másik oldalán a banda első slágerének, az 1962-es Love Me Do újrakevert változatával. Az "utolsó Beatles-dalnak" elnevezett mű szerepel az 1973-as, The Beatles 1967–1970 válogatásalbum 2023-as bővített újrakiadásán.
A dalt eredetileg John Lennon írta és rögzítette 1977 körül szólózongora házi demófelvételként, de befejezetlen maradt. Lennon 1980-as halálát követően a felvétel a The Beatles harmadik kislemezének tervezték kiadni az 1995 és 1996 között megjelent The Beatles Anthology projektjük keretén belül, a Free as a Bird és a Real Love mellett. Az Anthology 3-on való megjelenés helyett majdnem három évtizedig kiadatlan maradt. Később Paul McCartney és Ringo Starr egészítették ki a felvételt hangeffektusokkal, valamint George Harrison 1995-ben rögzítésre került gitárszólójával.
A végleges változat tartalmaz McCartney által írt sorokat, és Lennon tiszta énekhangját az eredeti demófelvételből, amelyet a mesterséges intelligencia állított helyre. Ezt a technikát alkalmazta Peter Jackson is a 2021-es The Beatles: Get Back című dokumentumfilmjéhez. Jackson rendezte a dalhoz készült videóklippet is. Az első dal lett a Grammy-gála történetében, ami mesterséges intelligenciát használt és jelölve lett egy díjra.

## A dal szerkezete
Lennon az 1970-es évek végén írta a dalt. A befejezetlen zenét demó formában rögzítette otthonában, a New York-i Dakota-házban, 1977-ben. A dalszöveg hasonlít azokra a bocsánatkérő szerelmes dalokra, amelyeket Lennon pályafutása második felében írt. A versszakok nagy része már majdnem készen volt, bár még mindig akad néhány olyan sora, amelyet Lennon nem rögzített szalagokra.

## A The Beatles-változat
1994 januárjában Paul McCartney két magnókazettát kapott Lennon özvegyétől, Yoko Onotól, amelyeken olyan dalok szerepeltek, amelyeket Lennon soha nem fejezett be vagy nem adott ki kereskedelmi forgalmazásba. Az egyik kazettán a végül elkészült és kiadott Free as a Bird és a Real Love szerepelt, a másik kazettán pedig a Grow Old with Me és a Now and Then volt. 1995 márciusában a három túlélő Beatles-tag elkezdett dolgozni a dalon, ami egy durva aláfestő szám felvétele volt, amelyet hangeffektusok hozzáadásaként használtak. Mindössze két nap felvétel után azonban a munka leállt és a harmadik újraegyesülési kislemez terveit elvetették.
A producer, Jeff Lynne arról számolt be, hogy a dal előadásain csak "egy nap – igazából egy délután – volt, amikor szórakozunk vele vele. A dalnak volt refrénje, de ennyi. Egy próbálkozás volt csak, amit tényleg nem fejeztünk be." A dal elvetése mögött további tényező volt az eredeti felvétel technikai hibája. Akárcsak a Real Love esetében, Lennon demófelvételein végig hallhatóak az utcai és más háttérzajok. Azonban észrevehetően hangosabb volt a dal, így sokkal nehezebb volt a háttérzajokat eltávolítani.

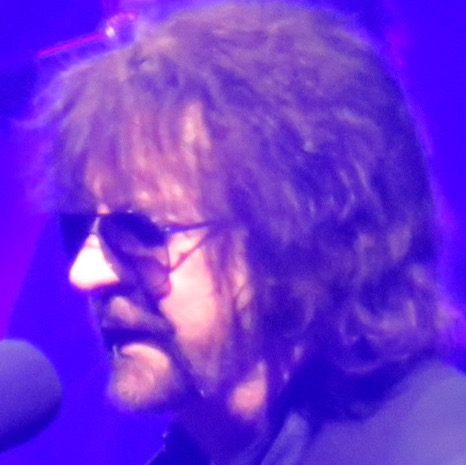
A The Beatles változatot eredetileg Jeff Lynne társproduceri munkája alatt kezdték el rögzíteni.

A projekt nagyrészt abbamaradt, mert George Harrison nem szerette a dalt a rossz minőségű felvétel miatt. McCartney 1997-ben azt mondta a Q magazinnak adott interjúban, hogy "George [Harrison] nem szerette. Mivel a Beatles demokráciaként működik, így mi nem csinálhatjuk." Egy meg nem nevezett résztvevő, aki részt vett az üléseken így nyilatkozott a Daily Express-nek: "George egyszerűen nem akarta átdolgozni, mert nem arról van szó, hogy éneket, vagy egy kis basszust és dobot kellett hozzáadni a befejezéshez. Ezzel a dalon tényleg dolgozni kellett volna."
A 2012-ben a BBC Four egyik adaásában, amelyben bemutattak egy részletet a Jeff Lynne életéről szóló  dokumentumfilmből Paul McCartney így nyilatkozott a dalról: "És volt egy másik, amin elkezdtünk dolgozni, de George abbahagyta... az még mindig ott ácsorog, úgyhogy megyek, hogy csatlakozz Jeffhez, és csináljuk. Egy nap befejezzük majd."
McCartney 2021 októberében azt mondta, hogy továbbra is reméli, hogy befejezi a dalt. 2023. június 13-án McCartney a BBC Radio 4 Today című műsorában elmondta, hogy "most fejeztük be" Lennon hangjának kinyerését az egyik régi demójából, hogy a mesterséges intelligencia segítségével befejezzék a dalt. A projektet "az utolsó Beatles-lemeznek" nevezte, azonban a dal címét nem fedte fel, de a BBC News szerint valószínű, hogy a Now and Then lesz az. A megjelenés valamikor 2023 hátralévő részében várható. Az AI technológia használatával kapcsolatban McCartney 2023 júniusában hozzátette, hogy "semmit sem hoztak létre mesterségesen vagy szintetikusan. Ez mind valódi, és mindannyian szereplünk rajta. Megtisztítottunk néhány meglévő felvételt – ez egy folyamat, ami évek óta tart."

### Hivatalos bejelentés

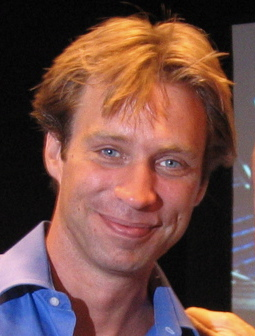
Giles Martin, a dal végleges változatának társproducere.

2023. október 25-én a Beatles hivatalos honlapján és közösségi oldalain egy narancssárga-fehér színű kazetta képe jelent meg. A szalag bal alsó részén a „Type I (Normal) Position” felirat, a szerzői jogi részben pedig „Yoko Ono Lennon, MPL Communications Ltd, G.H. Estate Ltd és Startling Music Ltd.” szöveg volt olvasható. Másnap bejelentették, hogy a dal 2023. november 2-án jelenik meg dupla A-oldalas lemezen, másik oldalán a Love Me Do újrakevert sztereó változatával. A felvétel hivatalos producerei Paul McCartney és Giles Martin voltak, míg Jeff Lynne-ra "további producerként" hivatkoztak.
Jackson produkciós cége, a WingNut Films megerősítette, hogy a mesterséges intelligencia segítségével izolálták a hangszereket, az énekhangot és beszélgetéseket. A MAL nevű neurális hálózatot – amelyet a Beatles útimarsalljáról, Mal Evansről neveztek el, és a 2001.: Űrodüsszeia HAL 9000 nevű karakterének szójátéka – először a 2021-es The Beatles: Get Back című dokumentumfilmhez használták. Később a Revolver album 2022-es újrakeverésében is segített, amely közvetlenül négysávos mesterszalagos technikán alapult. A WingNut ugyanezt a technikát alkalmazta a Now and Then esetében is, miközben megőrizte a zongorától elválasztott énekhang tisztaságát.
A demót Martin, McCartney és Ben Foster zenekari szekcióval egészítették ki, amelyet a Capitol stúdiójában vettek fel. Végül McCartney és Martin a Here, There and Everywhere, az Eleanor Rigby és a Because eredeti énekfelvételeinek egy részét hozzáadta az új dalhoz, követve a 2006-os Love remixalbumnál használt módszereket. A szám producere McCartney és Martin volt, a keverését pedig Spike Stent végezte.

### A dal promóciója
A Now and Then – The Last Beatles Song című 12 perces dokumentumfilm (amelyet Oliver Murray írta és rendezett) 2023. november 1-jén debütált a The Beatles YouTube-csatornáján. A rövidfilm elmeséli a dal mögött meghúzódó történetet, amelyet McCartney, Starr és Harrison, valamint Sean Lennon és Peter Jackson narrál. A filmben egy részlet is elhangzik a dalból.
A Now and Then megjelenésének hírére a The Beatles weboldaláról származó kazetta animált vetítései Liverpool-szerte megjelentek az együtteshez köthető helyszíneken, beleértve a Lennon gyermekkori otthona előtt található Strawberry Fieldet, a Penny Lane útjelző tábláját és a The Cavern Club-ot.
A BBC az alkalomra elkészítette a BBC One-ra a The One Show bővített kiadását, a BBC Radio 2 Eras: The Beatles című podcast műsorát (amelyet Martin Freeman vezetett) valamint a BBC Two és a BBC iPlayer egyéb műsorait.
Az iHeartMedia bejelentette, hogy 2023. november 2-án  740 rádióállomása egyidejűleg fogja bemutatni a Now and Then dalt, és óránként sugározzák majd.

### Videóklip
A dalhoz készült videóklip 2023. november 3-án jelenik meg, amelyet Peter Jackson rendezett. Soha nem látott felvételeket tartalmaz az együttesről, beleértve Pete Best felvételeit, 1995-ben az Anthology projekt során forgatott jeleneteket, valamint a Harrisonról készült, eddig nem látott otthoni videófelvételeket, valamint újabb felvételeket McCartney és Starr rögzítéseiről. A klipphez a vizuális effektusokat a Wētā FX készítette.

## Közreműködött
A The Beatles hivatalos weboldala szerint:

### The Beatles
- John Lennon – ének, vokál
- Paul McCartney – ének, vokál, basszusgitár, lap steel gitár, zongora, elektromos csembaló, ütőshangszerek
- George Harrison – vokál, akusztikus és elektromos gitár
- Ringo Starr – vokál, dob, csörgődob, ütőshangszerek

### Zenekar
- Hegedű: Neel Hammond, Adrianne Pope, Charlie Bisharat, Andrew Bulbrook, Songa Lee, Serena McKinney
- Brácsa: Ayvren Harrison, Caroline Buckman, Drew Forde, Linnea Powell
- Cselló: Mia Barcia-Colombo, Giovanna Clayton, Niall Ferguson
- Nagybőgő: Mike Valerio

## Kalózfelvételek és hírek
2005-ben és 2006-ban sajtóhírek azt feltételezték, hogy Paul McCartney és Ringo Starr a jövőben kiadják a teljes dalt. 2007. április 29-én a Daily Express arról számolt be, hogy a dal valószínűleg egybeesik a Beatles katalógusának megjelenésével, amely először jelenik meg digitális formátumban. Ugyanebben az évben további hírek is megjelentek, miszerint McCartney azt remélte, hogy a dalt "Lennon–McCartney szerzeményként" egészítheti ki új versszakok írásával, egy Ringo Starr által rögzített új dobszólammal, és Harrison gitárjátékáról készült archivált felvételek felhasználásával.
2023-ig a dal egyetlen (hivatalosan megjelent) felvétele Lennon eredeti demója volt. 2009 februárjában Lennon felvételének ugyanazt a verzióját adták ki egy kalóz CD-n, amely más forrásból származik, és semmi olyan "zümmögés" sem hallható, amely akadályozta a dal The Beatles felvételét 1995-ben.

## Fordítás
Ez a szócikk részben vagy egészben  a   Now and Then (John Lennon song) című angol Wikipédia-szócikk fordításán alapul.  Az eredeti cikk szerkesztőit annak laptörténete sorolja fel. Ez a jelzés csupán a megfogalmazás eredetét és a szerzői jogokat jelzi, nem szolgál a cikkben szereplő információk forrásmegjelöléseként.

## Külső hivatkozások
- Audió klip a "Now and Then" demófelvételhez
- Videóklip a "Now and Then" újrakeveréshez, amely tartalmazza a The Beatles 1995-ben rögzített hangeffektusait
- A The Rock Radio cikke a témával kapcsolatban